# 郑社奎
郑社奎（1939年5月—），山西省临汾市人，中华人民共和国政治人物。

## 生平
山西农学院农学系农学专业毕业。历任山西省人委农林办公室干事、介休县“四清”工作队副队长、省人委办公厅秘书、省农委综合办公室负责人等职位。1972年，任雁北地区农林局副局长。1975年6月，任临汾地委组织部副部长兼一办主任；1977年5月，任省委组织部干部一处副处长；1984年4月任省委组织部副部长；1989年12月任省委组织部部长；1991年3月任省委常委、组织部部长；1995年2月任省委副书记；2000年1月任山西省政协副主席、党组书记，主持省政协日常工作。2001年1月，在省政协八届四次全会上当选为山西省政协主席。2003年卸任。